# Зооморфний орнамент

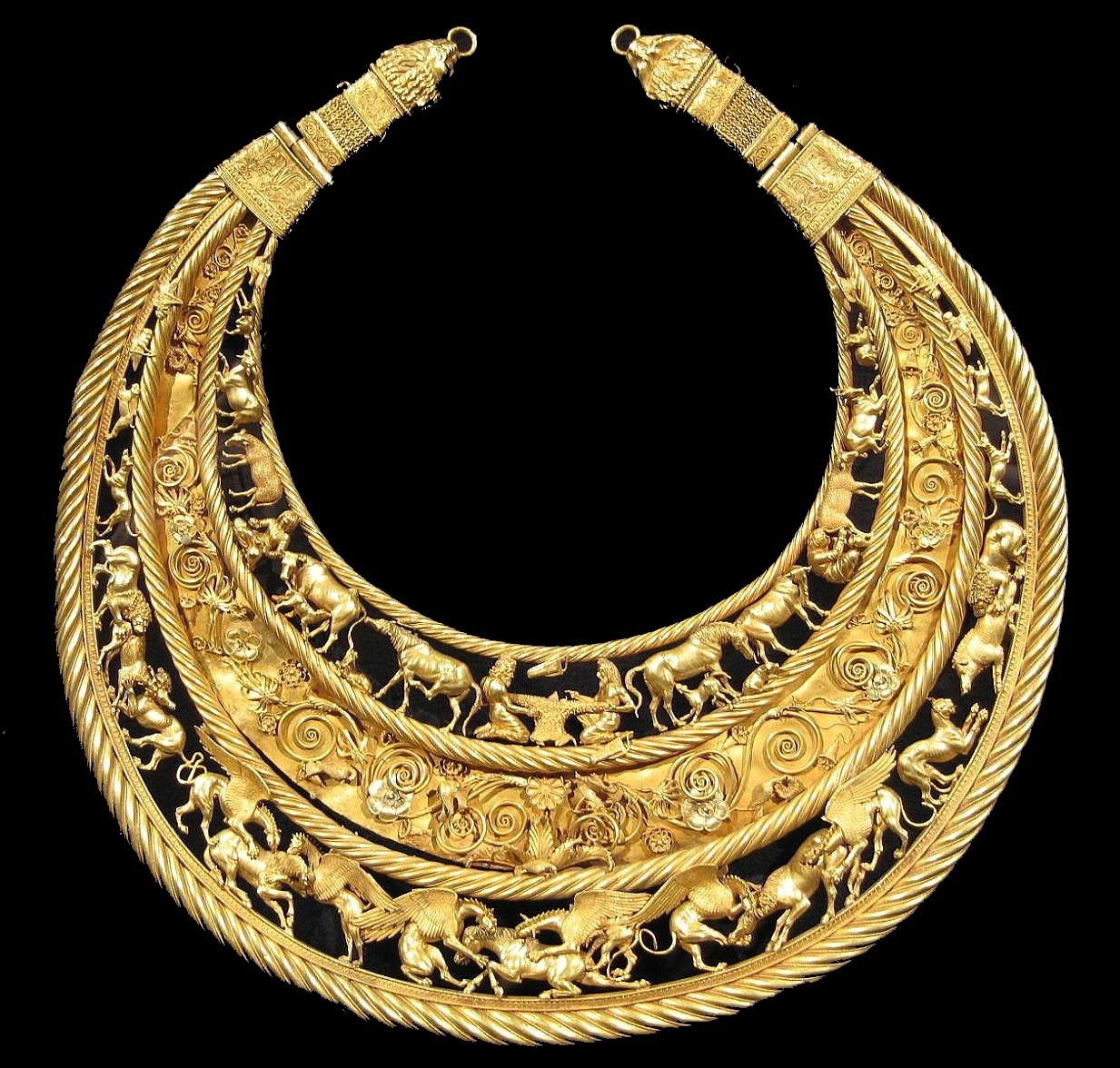
Скіфська пектораль із Товстої Могили. 4 ст. до н. е.

Зооморфний орнамент — це орнамент, в якому використовують стилізовані зображення тваринного світу.

## Історія виникнення
Перші зображення тварин з'явилися ще в епоху палеоліту. Це наскельні малюнки, які, швидше за все, несли сакральну функцію. Пізніше тварин зображували на глиняних виробах, будівлях, одязі, ювелірних виробах.

## Різновиди
Люди у орнаментації використовували реальних та міфічних тварин. Залежно від регіону тварини могли символізувати навіть зовсім протилежні явища.

### Реальні тварини
- Орел — уособлення мудрості, символ Творця. У багатьох культурах орел чи сокіл були одними з перших богів. Наприклад у слов'янській міфології Сокіл був першобогом або першоптахом.
- Півень — провісник світла й нового дня, від якого тікають темрява та зло — символ стихії вогню.
- Лелека — символ щастя і фертильності.
- Лев — цар звірів, символ вищої Божественної сили, могутності, влади, величі, закону. Як уособлення сонця і небесного вогню він виступає помічником Богів (Митри, Артеміди, Кибсли, Репї та ін.), персоніфікацією Осіріса. Лев також символізує доблесть, гордість, благородство, справедливість, розум, гідність.
- Ведмідь — цар звірів у північних народів, зокрема слов'ян.
- Олень — цар рогатих тварин. Його роги водночас схожі на крону гіллястого дерева, що створює уявлення про роги-промені. Недаремно олень порівнюється з сонцем і його промінням.
- Змія — хранителька підземного світу, древній символ родючості. Кільце, утворене змією, що тримає в устах свій хвіст, — символ вічно молодого світового порядку.
- Павич – символізує сонячну енергію життя і є птицею сімейного щастя. Також павич є символом безсмертя, оскільки, за древнім повір'ям, його м'ясо не піддається тлінню.
- Соловей – символ парубоцького життя, а також провісник весни.
- Зозуля – символ неодруженої жінки або ж вдови.

### Міфічні тварини
- Жар-птиця у слов'ян — посланниця Сварога, денного світла, весняного розквіту природи. Вона зображається магічним знаком — свастикою або у вигляді павича.
- Грифон — крилатий лев, що є уособленням пильності й зіркості у багатьох народів.
- Двоголовий орел вперше був впроваджений у 395 р. як символ Священної Римської імперії. Згодом такий же орел з'явився на гербі Візантії, а в 1804 р. став гербом Австрійської імперії.
- Дракон — Сприйняття дракона на Сході і Заході завжди було різним. У країнах висхідного сонця дракон вважався символом всього самого сприятливого, в той час, як на Заході, в ньому бачили хитру і жорстоку тварину, яку часто ототожнювали із Біблійським змієм. Жах, що наводиться драконом на людей, ліг в основу символізму військової доблесті і влади: штандарти древніх римлян, носа кораблів вікінгів, герби середньовічних європейських лицарів не обходилися без вогнедишного монстра. На Сході за драконом здавна закріпився образ істоти, безпосередньо пов'язаного зі світом надприродного. Особливо шанований він був у Китаї і Японії, де символізував різні природні прояви: дощ, грозу, веселку, сонце і більш широко — удачу, родючість, загальне процвітання і фортеця царської влади.